# ابوبکر خورشیدی
ابوبکر بن محمد بن خورشید پدر شجاع الدین خورشید مؤسس سلسله اتابکان لر کوچک و فرزند محمد خورشیدی از درباریان ترکان شوهله است. ابوبکر بواسطه پدرش محمد، از طرف ترکان شوهله به شحنگی برخی از ولایات لر کوچک منصوب شد.

## خاستگاه آل خورشید
دائره المعارف بزرگ اسلامی دربارهٔ خاستگاه آل خورشید می‌نویسد: «امرای اتابکان لر کوچک از سرکردگان طایفهٔ جنگروی و از شعبهٔ «سلبوری» بودند که در تاریخ نامعلومی برای یافتن چراگاه همراه یا برخی طوایف دیگر از مسکن اصلی خود، مانرود (مادانرود کنونی، مرکز پخش طرهان واقع در جنوب کوهدشت)، به چنگری (نام کوه و محلی در شمال خاوری کوهدشت) کوچیدند و نام همین منطقه را نیز بر خود نهادند. این طوایف تا پیش از سدهٔ ۶ هجری قمری حکومتی نداشتند و تابع خلافت عباسی و حکام عراق عجم بودند.»

## فرزندان ابوبکر خورشیدی
اسکندر بیگ ترکمان، حمدالله مستوفی، شرف‌خان بدلیسی، علی محمد ساکی، حمید ایزدپناه، ایرج کاظمی و نصرت لله میر از جمله تاریخ نگاران مشهور و معتبر ایران و لرستان، ابوبکر بن محمد را پدر شجاع‌الدین خورشید و نوربن‌الدین دانسته‌اند.

## تأسیس سلسله اتابکان لر کوچک
شجاع الدین خورشید، فرزند ابوبکر سرانجام در نیمه قرن ششم قمری توانست حکومت لرستان را به دست بیاورد و دودمان اتابکان لر کوچک را تأسیس کند که به مدت پنج قرن بر بخش گسترده‌ای از عراق عجم و رشته کوه زاگرس حکومت کرد.